# Estradpoesi
Estradpoesi är poesi som framförs muntligt på en scen inför publik. Det är ett brett begrepp som bland annat innefattar öppen scen-evenemang, poetry slam och andra poesiuppläsningar.